# Nomorhamphus weberi
Nomorhamphus weberi là một loài cá thuộc họ Hemiramphidae. Nó là loài đặc hữu của Indonesia.